# Zonophone

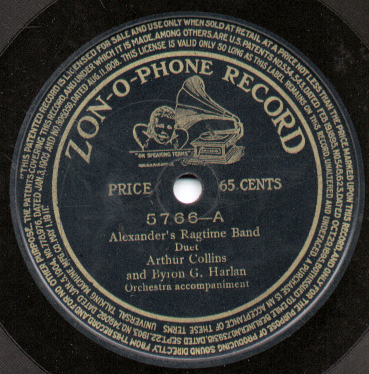
Disque Zonophone.

Zonophone était une marque de disques 78 tours.

## Historique
Zonophone est fondé aux États-Unis à Camden (New Jersey) en 1899 par Frank Seaman.

### France
- Zonophone avait produit quatre tailles différents de 78 tours entre 1904 à 1912:
  - 12,75 cm (5 pouces): Série 0-80000 à 0-89999
  - 17,50 cm (7 pouces): Série 80000 à 89999
  - 25,00 cm (10 pouces): Série X-80000 à X-89999
  - 30,50 cm (12 pouces): Série Z-080000 à Z-089999